# 내셔널리그 (디비전)
내셔널리그(National League)는 잉글랜드 내셔널리그의 최상위 리그로 잉글랜드 축구 전체에서 5부 리그에 해당하며 EFL 리그 투까지는 프로 구단이지만 내셔널리그부터는 프로팀과 세미 프로팀이 혼재되어 있다.

## 역사
내셔널 리그는 1979년 얼라이언스 프리미어리그(Alliance Premier League)로 창설되었다. 얼라이언스 프리미어리그는 노던 프리미어리그와 서던 풋볼리그의 팀들이 참가하는 전국적인 리그로서의 최초의 시도였다. 이는 하위 레벨의 팀들에게 축구 실력의 향상을 가져오게 되었고 상위팀들은 재정적 상황이 좋아지게 되었다.
1986년에는 이러한 상황이 반영되어 풋볼 리그와 콘퍼런스 간의 자동 승강제 실시가 승인되었다. 콘퍼런스는 풋볼 리그 2(당시 풋볼 리그 4부 디비전)의 아래에 위치하게 되었다. 이 방법으로 승격하게 된 최초의 팀은 스카보로였고, 처음으로 강등된 팀은 링컨 시티였다.
2002-03 시즌부터 승격팀이 두 팀으로 늘어났다. 승격 플레이오프의 최종 승리 팀이 추가로 승격한다. 예전에는 콘퍼런스 우승 팀의 경기장 시설이 풋볼 리그의 규정에 맞지 않는다면 승격이 거부되었지만 2002-03 시즌부터는 우승 팀이나 플레이오프 우승 팀이 경기장 규정에 맞지 않아 승격을 못하게 되면 경기장 규정에 맞는 팀 가운데 가장 높은 순위의 팀이 승격하게 되었다. 2004-05 시즌에 콘퍼런스는 기존의 리그를 콘퍼런스 내셔널(Conference National)로 변경하고 그 아래에 콘퍼런스 사우스와 콘퍼런스 노스를 신설하였다. 2006년에 콘퍼런스는 각 디비전의 참가팀 수를 22개 팀에서 24개 팀으로 바꾸면서 하위 두 팀을 강등시키고 네 팀을 승격시켰다. 2006-07 시즌부터 콘퍼런스 내셔널과 하위의 두 리그간에는 네 팀이 강등되고 네 팀이 승격하는 현재의 시스템을 갖추게 되었다. 2010-11 시즌부터 디비전의 이름이 내셔널에서 프리미어로 변경되었다.
이후 15-16시즌부터 콘퍼런스 프리미어에서 내셔널리그로 명칭을 바꿨다.

## 클럽
2020-21 시즌에는 아래의 클럽들이 참가 한다.
| 이름                  | 지난 시즌 순위                          |
| --------------------- | --------------------------------------- |
| 노츠 카운티           | 3위                                     |
| 대거넘 & 레드브리지   | 17위                                    |
| 도버 애슬레틱         | 11위                                    |
| 렉섬                  | 19위                                    |
| 메이든헤드 유나이티드 | 21위                                    |
| 바닛                  | 7위                                     |
| 보어햄우드            | 5위                                     |
| 브롬리                | 13위                                    |
| 서튼 유나이티드       | 15위                                    |
| 솔리헐 무어스         | 9위                                     |
| 스톡포트 카운티       | 8위                                     |
| 알트링엄              | 내셔널리그 노스 5위 (플레이오프 승자)   |
| 올더숏 타운           | 18위                                    |
| 요빌 타운             | 4위                                     |
| 워킹                  | 10위                                    |
| 웨이머스              | 내셔널리그 사우스 3위 (플레이오프 승자) |
| 윌드스톤              | 내셔널리그 사우스 우승                  |
| 이스트레이            | 16위                                    |
| 체스터필드            | 20위                                    |
| 킹스 린 타운          | 내셔널리그 노스 우승                    |
| 토키 유나이티드       | 14위                                    |
| 하틀풀 유나이티드     | 12위                                    |
| 핼리팩스 타운         | 6위                                     |

## 역대 우승 팀
| 시즌    | 우승                  | 플레이오프 우승       |
| ------- | --------------------- | --------------------- |
| 1979-80 | 알트링엄              |                       |
| 1980-81 | 알트링엄              |                       |
| 1981-82 | 런콘                  |                       |
| 1982-83 | 엔필드                |                       |
| 1983-84 | 메이드스톤 유나이티드 |                       |
| 1984-85 | 웨일드스톤            |                       |
| 1985-86 | 엔필드                |                       |
| 1986-87 | 스카보로              |                       |
| 1987-88 | 링컨 시티             |                       |
| 1988-89 | 메이드스톤 유나이티드 |                       |
| 1989-90 | 달링턴                |                       |
| 1990-91 | 바넷                  |                       |
| 1991-92 | 콜체스터 유나이티드   |                       |
| 1992-93 | 위컴 원더러스         |                       |
| 1993-94 | 키더민스터 해리어스1  |                       |
| 1994-95 | 메이클즈필드 타운1    |                       |
| 1995-96 | 스테버니지 보로1      |                       |
| 1996-97 | 메이클즈필드 타운     |                       |
| 1997-98 | 핼리팩스 타운         |                       |
| 1998-99 | 첼트넘 타운           |                       |
| 1999-00 | 키더민스터 해리어스   |                       |
| 2000-01 | 러쉬덴 & 다이아몬즈   |                       |
| 2001-02 | 보스턴 유나이티드2    |                       |
| 2002-03 | 여빌 타운             | 동커스터 로버스       |
| 2003-04 | 체스터 시티           | 슈루즈버리 타운       |
| 2004-05 | 바넷                  | 칼라일 유나이티드     |
| 2005-06 | 애크링턴 스탠리       | 헤리퍼드 유나이티드   |
| 2006-07 | 대거넘 앤 레드브리지  | 모컴                  |
| 2007-08 | 올더숏 타운           | 엑서터 시티           |
| 2008-09 | 버턴 앨비언           | 토키 유나이티드       |
| 2009-10 | 스테버니지 버러       | 옥스퍼드 유나이티드   |
| 2010-11 | 크롤리 타운           | AFC 윔블던            |
| 2011-12 | 플리트우드 타운       | 요크 시티             |
| 2012-13 | 맨스필드 타운         | 뉴포트 카운티         |
| 2013-14 | 루턴 타운             | 케임브리지 유나이티드 |
| 2014-15 | 바넷                  | 브리스틀 로버스       |
| 2015-16 | 첼트넘 타운           | 그림즈비 타운         |
| 2016-17 | 링컨시티              |                       |

* 풋볼 리그와의 승격은 1986-87 시즌부터 시작되었다.

1 경기장이 풋볼 리그에 맞지 않아 승격이 되지 않았다.

2 보스턴 유나이티드는 우승하던 시즌에 재정적 위법 행위를 했음에도 불구하고 우승기록과 승격이 유지되었다. 후에 풋볼 리그에서 강등되었을 때, 재정적인 문제와 불균형이 계속되었기 때문에, 보스턴 유나이티드는 콘퍼런스 내셔널로 강등되지 않고 두단계 강등되어 콘퍼런스 노스로 강등되었다.

## 같이 보기
- 내셔널리그 노스
- 내셔널리그 사우스